# 玛丽-克劳德·韦萨德
玛丽-克劳德·韦萨德（法語：Marie-Claude Vayssade，1936年8月8日—2020年11月11日），法国政治人物，曾任欧洲议会议员。

## 生平
长期从事女权运动。1979年至1994年，担任欧洲议会议员。1981年曾递交在欧共体范围废除死刑的议案。1994年至2000年，担任欧洲妇女游说团法国协调会主席。2020年11月11日逝世。

## 荣誉
- 指挥官级法国国家功绩勋章（2012年）[4]